# Domus Transitoria

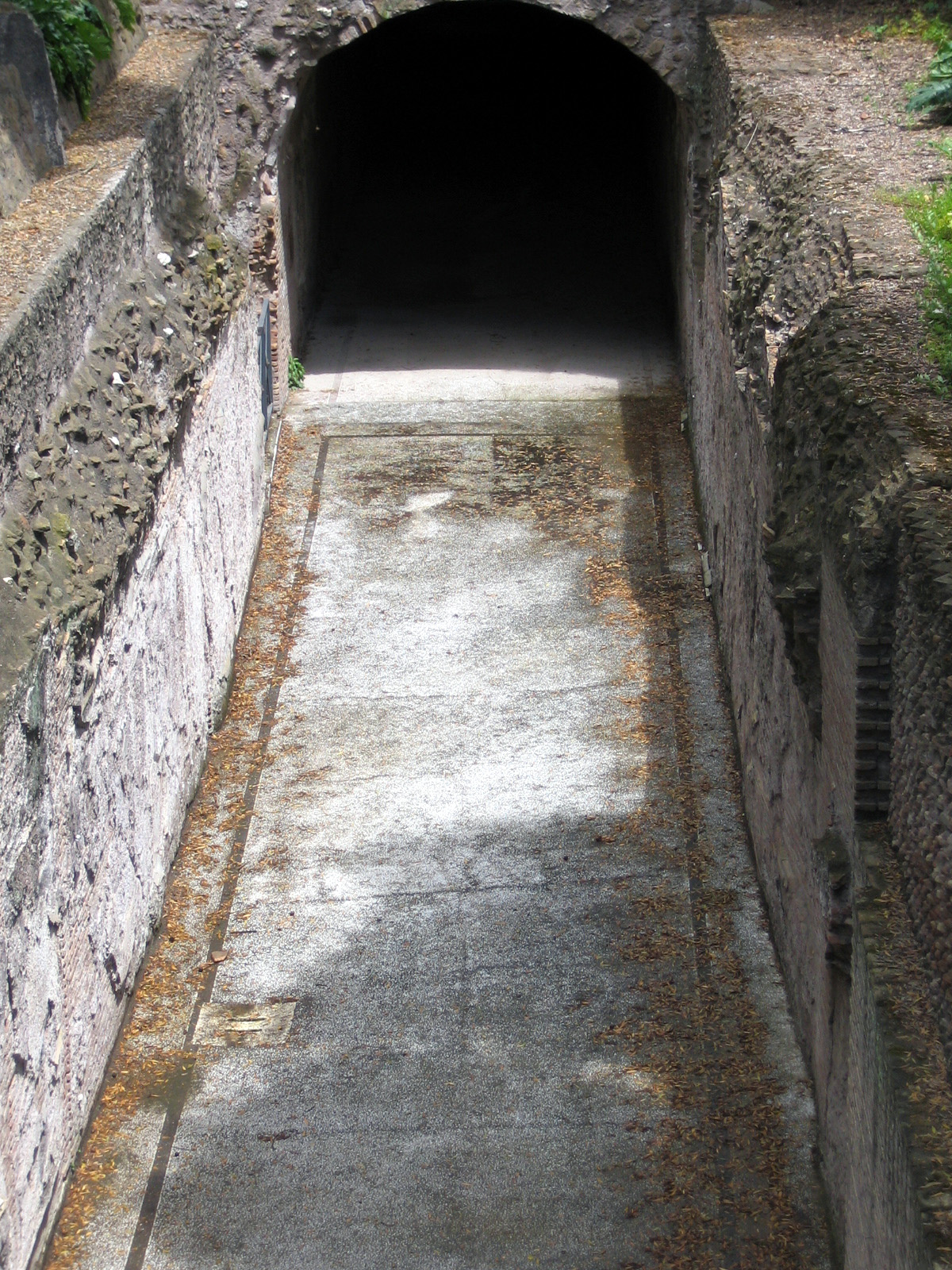
Neros Cryptoporticus

Domus Transitoria uppfördes av Nero för att förbinda Palatinen med hans magnifika palats Domus Aurea. Det förstördes vid den stora eldsvådan i Rom år 64 e.Kr.
Som namnet indikerar var det en form av "övergångspalats". Vissa rester finns kvar på Palatinen.